# Campionat de la CONCACAF de 1977
El Campionat de la CONCACAF de 1977 va ser la setena edició del Campionat de la CONCACAF, el campionat de futbol de seleccions d'Amèrica del Nord i Central (CONCACAF). El torneig es va disputar a Mèxic entre el 8 i el 23 d'octubre de 1977.
Mèxic va guanyar el torneig per tercera vegada, i es va classificar a més per al Mundial de 1978, ja que el Campionat de la CONCACAF també va servir com a torneig classificatori.

## Classificació
Font:
| Equip       | Classificat per                  | Campionats jugats | Última participació | Millor resultat previ |
| ----------- | -------------------------------- | ----------------- | ------------------- | --------------------- |
| Mèxic       | Campions Zona nord-americana     | 6                 | 1973                | Campions (1965, 1971) |
| Canadà      | Subcampions Zona nord-americana  | 0                 | -                   | -                     |
| Guatemala   | Campions Zona centreamericana    | 5                 | 1973                | Campions (1967)       |
| El Salvador | Subcampions Zona centreamericana | 2                 | 1965                | Subcampions (1963)    |
| Surinam     | Campions Zona Carib grup A       | 0                 | -                   |                       |
| Haití       | Campions Zona Carib Grup B       | 4                 | 1973                | Campions (1973)       |

## Resultats
| Pos. | Equip       | Pts | PJ | PG | PE | PP | GF | GC | DG  |
| ---- | ----------- | --- | -- | -- | -- | -- | -- | -- | --- |
| 1    | Mèxic       | 10  | 5  | 5  | 0  | 0  | 20 | 5  | 15  |
| 2    | Haití       | 7   | 5  | 3  | 1  | 1  | 6  | 6  | 0   |
| 3    | El Salvador | 5   | 5  | 2  | 1  | 2  | 8  | 9  | -1  |
| 4    | Canadà      | 5   | 5  | 2  | 1  | 2  | 7  | 8  | -1  |
| 5    | Guatemala   | 3   | 5  | 1  | 1  | 3  | 8  | 10 | -2  |
| 6    | Surinam     | 0   | 5  | 0  | 0  | 5  | 6  | 17 | -11 |

- 8 d'octubre de 1977, Monterrey, Mèxic -  Guatemala 3 - 2  Surinam

- 8 d'octubre de 1977, Monterrey, Mèxic -  El Salvador 2 - 1  Canadà

- 9 d'octubre de 1977, Ciutat de Mèxic, Mèxic -  Mèxic 4 - 1  Haití

- 12 d'octubre de 1977, Ciutat de Mèxic, Mèxic -  Mèxic 3 - 1  El Salvador

- 12 d'octubre de 1977, Ciutat de Mèxic, Mèxic -  Canadà 2 - 1  Surinam

- 12 d'octubre de 1977, Monterrey, Mèxic -  Haití 2 - 1  Guatemala

- 15 d'octubre de 1977, Monterrey, Mèxic -  Mèxic 8 - 1  Surinam

- 16 d'octubre de 1977, Ciutat de Mèxic, Mèxic -  Haití 1 - 0  El Salvador

- 16 d'octubre de 1977, Ciutat de Mèxic, Mèxic -  Canadà 2 - 1  Guatemala

- 19 d'octubre de 1977, Ciutat de Mèxic, Mèxic -  Mèxic 2 - 1  Guatemala

- 20 d'octubre de 1977, Monterrey, Mèxic -  El Salvador 3 - 2  Surinam

- 20 d'octubre de 1977, Monterrey, Mèxic -  Canadà 1 - 1  Haití

- 22 d'octubre de 1977, Monterrey, Mèxic -  Mèxic 3 - 1  Canadà

- 23 d'octubre de 1977, Ciutat de Mèxic, Mèxic -  Haití 1 - 0  Surinam

- 23 d'octubre de 1977, Ciutat de Mèxic, Mèxic -  Guatemala 2 - 2  El Salvador

| Campionat de la CONCACAF de 1977 |
| -------------------------------- |
| · Mèxic · Tercer títol           |

Mèxic es va classificar per a la Copa del Món de futbol 1978.

## Golejadors
6 gols
- Víctor Rangel

4 gols
- Hugo Sánchez

3 gols
- Buzz Parsons
- Elmer Rosas

2 gols
- Mike Bakić
- Luis Ramírez Zapata
- Norberto Huezo
- Félix Alfonso McDonald
- Mario René Alfaro
- José Emilio Mitrovich
- Sergio Rivera
- Leintz Domingue
- Alfred Jiménez
- Javier Cárdenas
- Javier Guzmán
- Raul Isiordia
- Edwin Schal
- Remie Olmberg

1 gol
- Bob Lenarduzzi
- Brian Budd
- Mágico González
- Arsène Auguste
- Pierre Bayonne
- Guy Dorsainville
- Emmanuel Sanon
- Arturo Vázquez Ayala
- Rafael Chávez
- Delano Rigters
- Errol Emanuelson